# Hellefjord
Hellefjord (nordsamiska: Heallovuonna) är en by i Hammerfests kommun i Finnmark fylke i norra Norge. Byn ligger på den östra delen av ön Sørøya, nordväst om staden Hammerfest. Den saknar fast förbindelse.
Tidigare har orten tillhört dåvarande Sørøysunds kommun.